# Listerby distrikt
Listerby distrikt är ett distrikt i Ronneby kommun och Blekinge län. 
Distriktet ligger sydost om Ronneby. 

## Tidigare administrativ tillhörighet
Distriktet inrättades 2016 och utgörs av en del av det område som utgjorde Ronneby stad före 1971 vari området för Listerby socken uppgick 1967.
Området motsvarar den omfattning Listerby församling hade vid årsskiftet 1999/2000.